# Jodovodik
Predloga:Chembox Other
Jodovodik (HI) je dvoatomna molekula. Vodna raztopina HI je znana kot jodovodikova kislina, močna kislina. Plini in vodne raztopine so topljivi. HI se uporablja za organsko in anorgansko sintezo kot eden od primarnih virov joda in kot reducent.

## Lastnosti jodovodika
HI je brezbarven plin, ki reagira s kisikom in se razstavlja na vodik in jod. V vlažnem zraku, HI daje meglice (ali pare) jodovodikove kisline. Jodovodik je izredno topen v vodi. En liter vode se raztopi v 425 litrov HI, končna spojina ima le štiri vodikove molekule na molekulo HI.

### Jodovodikova kislina
Trgovinska "koncentrirana" jodovodikova kislina običajno vsebuje 90-98% mase HI. Azeotropna oblika vre pri 127 °C s 57% HI in 43% vode. Jodovodikova kislina je ena od najmočnejših v vsej skupni halidnih kislin zaradi visoke stabilnosti njene osnove konjugirane baze. Jodid ion je veliko večji od drugih skupnih halogenidov, ki ima za posledico negativen naboj razpršen v večjem prostoru. Nasprotno, klorid ion je veliko manjši, kar pomeni, njen negativni naboj je bolj koncentriran, ki vodi k tesnejšemu povezovanju med protonom in klorid ionom.
HI(g) + H2O(l) → H3O(aq)+ + I–(aq) Ka ≈ 1010
HBr(g) + H2O(l) → H3O(aq)+ + Br–(aq) Ka ≈ 109
HCl(g) + H2O(l) → H3O(aq)+ + Cl–(aq) Ka ≈ 108

## Priprava
Industrijska priprava HI vključuje reakcijo I2 s hidrazinom, ki je tudi vir dušikovega plina.
2 I2 + N2H4 → 4 HI + N2
Kadar se pripravlja v vodi mora biti HI distiliran.
HI lahko tudi destiliramo iz raztopine natrijevega jodida ali drugih alkalnih jodidov v koncentrirani fosforni kislini.
Drug način priprave HI je z vrenjem vodikovega sulfida, kjer gre nastala para skozi vodno raztopino joda, tako da nastane jodovodikova kislina (ki je destilirana) in elementarno žveplo (ki je filtrirano).
H2S +I2 → 2 HI + S
Poleg tega se lahko HI pripravi preprosto z združevanjem H2 in I2. Ta metoda je po navadi uporabljena za pripravo vzorcev visoke čistosti.
H2 + I2 → 2 HI
Vrsto let je ta reakcija bila poznana, kot preprosta bimolekuarna reakcija med molekulami H2 in I2. Vendar, ko se mešanica plinov obseva z valovno dolžino svetlobe, ki je enaka disociaciji energije I2, kar je okoli 578 nm, se stopnja znatno poveča. To podpira mehanizem s katerim I2 prvo disocira v 2 atoma joda, kjer vsak atom veže nase H2 molekulo in razbije vez H—H:
H2 + I2 + 578 nm obsevanje → H2 + 2 I → I - - - H - - - H - - - I → 2 HI
V laboratoriju je možna priprava z drugo metodo (metodo HI/P), hidrolizo PI3, jodid ekvivalenten PBr3. V tej metodi I2 reagira z fosforjem tako da nastane fosforjev trijodid, kateri nato reagira z vodo, da se formira HI in fosforjeva kislina.
3 I2 + 2 P + 6 H2O → 2 PI3 + 6 H2O → 6 HI + 2 H3PO3

## Ključne reakcije
- HI bi oksidiral, če bi ostal na zraku v skladu z naslednjo formulo:[1]

4 HI + O2 → 2H2O + 2 I2
HI + I2 → HI3
HI3 je temno rjave barve, zaradi česar so starejši postopki pridobitve HI pogosto pojavljajo v temno rjavi barvi.
- Tako kot HBr and HCl, je HI dodan med alkene[3]

HI + H2C=CH2 → H3CCH2I

## Uporaba v industriji soli
Jodovodikova kislina se lahko uporablja za sinteziranje natrijevega jodida ali kalijevega jodida za zvišanje koncentracije joda v soli.